# Кінець — це початок (Пікар)
Кінець — це початок (The End Is the Beginning) — третій епізод першого сезону американського телевізійного серіалу «Зоряний шлях: Пікар». Сценарій епізоду написали Джеймс Дафф та Майкл Шебон, режисування Ганель Калпеппер. Перший показ відбувся 6 лютого 2020 року.

## Зміст
Коли Пікар пішов у відставку після атаки синтетів на Марс, Зоряний флот звільнив Раффі. Всіх синтетиків було вимкнено — але Раффі підозрювала в цьому «Тал Шиар». Тепер вона живе відлюдницею в пересувному будинку й ображається за це і те, що Жан-Люк не допоміг їй у наступні роки, та відмовляється приєднатися до нього.
На Кубі Г'ю знаходить запис прощання Соджі з дроном — він зворушений цим. Він надає їй допуск на інтерв'ю з асимільованою ромуланкою Рамдою.
Раффі надає дані про Пікара незалежному пілоту Ріосу. На Артефакті директор проєкту рекультивації, колишній борг Г'ю, дозволяє Соджі взяти інтерв'ю у ромуланки, якого повернули з Аретфакта. Ромуланка оголошує Соджі «руйнівником» і намагається вбити себе. Але Соджі несвідомо використовує свою підвищену швидкість, щоб цього не сталося. Нарісса попереджає Нарека, щоб він не був емоційно прив'язаний до Соджі. О підходить до докторки Джураті, яка розповідає про її розмову з Пікаром.
Пікар телепортується на корабель до Кріса Ріоса. Пілота саме лікує його голографічний двійник-лікар. Ріос також має неприязнь до Зоряного Флоту — дані про корабель, на якому він служив, стерті повністю. Ларіс і Жабан збирають речі Пікару в дорогу — в цей час на Пікара нападають оперативники «Жат Ваш». Джураті допомагає вбити їх, крім одного. Опісля Джураті оповідає Пікару про розмову з командором О. Єдиний вижилий нападник також називає Соджі «руйнівником» Сер Ченеб перед тим, як покінчити життя самогубством.
Соджі спілкується з «мамою» про її сестру — і отримує відверту брехню. Вона признається Нареку як багато може несподівано для себе дізнатися.
Пікар погоджується взяти Джураті на місію з пошуку Соджі, і вони переміщуються на борт корабля Ріоса «Ла Серена». Там до них також приєднується Раффі, яка знайшла дані, що творець Соджі Брюс Меддокс перебуває на планеті Фріклауд. І Раффі готова подорожувати з ними так далеко як буде треба.

## Створення
Музичну тему до серіалу написав Джефф Руссо

## Сприйняття та відгуки
В огляді «StarTrek.com» зазначалося: «Третій епізод завершує початок серіалу „Зоряний шлях: Пікар“. Екіпаж зібрано, знайдено сім'ю… ну, знайшли (з додаванням Раффі, яка дістала підказку про те, де може бути Брюс Меддокс — місце під назвою Фріклауд). Тепер настав час подивитися, що там, і важко дочекатися, щоб дізнатися, що буде далі…»
«Den of Geek»: «Загалом, „Кінець — це початок“ — найслабший епізод „Пікара“. У нього є свої якості, а саме представлення Ріоса та формулювання відставки Пікара, але тонкість характеристики Раффі (можливо, намагаючись зробити її мотивацію таємничою) і тривала спорідненість характеру Соджі створили нерівномірний внесок. Особливо в епізоді, який здається ще більш підготовлюючим, коли ми вже повинні були почати нашу подорож.»
«Tor.com»: «У цих трьох епізодах було багато пояснень, багато встановлення речей і багато питань, але досить мало руху вперед. І оскільки в сезоні буде лише десять епізодів, їм дійсно потрібно отримати рух вперед. Який зв'язок між Боргами та Ромуланцями? Як так низько впала Раффі? (Цілком ймовірно, що це якось пов'язано з тим фактом, що вона має докази — „Тал Шиар“ проник у Зоряний Флот. І оскільки ми знаємо, що „Тал Шиар“ справді проник у Зоряний Флот, то О має якесь відношення до її граційного падіння). Який ендшпіль О (а також Ріццо та Нарека)? Чи з'явиться Браян Брофі в ролі Меддокса, повторюючи свою роль із „Міри людини“?»
«TV Tropes» здійснює детальний розбір аналогій, суперечніостей та недоречностей епізоду.
Лорі Ольстер з «TrekMovie.com» зазначено: «Ці три епізоди „Зоряного шляху: Пікар“ розповіли нам усе, що потрібно знати. Про те, чому Пікар вирушає на цю місію, чому це важливо для його совісті та душі. Він також елегантно налаштовує його супутників, маючи достатньо інформації, щоб ми змусили бути зацікавленими, що з ними станеться далі, і радіти, що вони з ними в подорожі.»
«IGN»: «„Зоряний шлях: Пікар“ продовжує прогулянку — як відставний адмірал, який прогулюється вранці виноградником, поперемінно здійснюючи нудні та повторювані сцени із Соджі та цікавшіі моменти з Жаном-Люком, коли він зустрічає решту своєї нової команди. Повернення класичного гостьового персонажа Г'ю розчаровує тим, що нам не надають жодної інформації про нього. Чи про те, де він був відтоді, як бачили його востаннє (вони навіть згадують його ім'я?). Але наприкінці епізоду Пікар та його нова команда готова вирушити в космос і почати наступний розділ цієї пригоди. Сподіваємось, серіал вирішить деякі проблеми, і оскільки Джонатан Фрейкс сам керуватиме наступними двома відтинками, є багато причин для задоволення.»
На сайті «IMDb» станом на липень 2023 року епізод отримав 7.4 з 10 зірок схвалення при 5300 голосах.

## Знімались
| Актор              | Роль                 |
| ------------------ | -------------------- |
| Патрік Стюарт      | Жан-Люк Пікар        |
| Елісон Пілл        | Агнес Джураті        |
| Іза Бріонес        | Дадж                 |
| Мішель Герд        | Раффі Музікер        |
| Сантьяго Кабрера   | Крістобаль Ріос      |
| Гаррі Тредевей     | Нарек                |
| Джонатан Дель Арко | Гаг                  |
| Пейтон Ліст        | Нарісса Різзо        |
| Джеймі Мак-Шейн    | Жабан                |
| Темлін Томіта      | Комодор О            |
| Ребекка Вайсокі    | Рамда                |
| Орла Брейді        | Ларіс                |
| Сумалі Монтано     | мати                 |
| Грегам Шилс        | оперативник Тал Шиар |
| Антоніо Лайонс     | охоронець            |